# 24 Carat Purple
24 Carat Purple (рус. Фиолетовый в 24 карата) — музыкальный сборник британской группы Deep Purple, выпущенный в мае 1975 года. Первый из альбомов группы, изданных её собственным лейблом.
Той же осенью, 1 ноября, получил серебряный сертификат Британской ассоциации производителей фонограмм (60 000 продаж).

## Список композиций
Слова и музыка всех песен — написаны Ричи Блэкмором, Джоном Лордом, Иэном Гилланом, Роджером Гловером, Иэном Пейсом.
| №  | Название                                        | Альбом                                                                  | Длительность |
| -- | ----------------------------------------------- | ----------------------------------------------------------------------- | ------------ |
| 1. | «Woman from Tokyo»                              | Who Do We Think We Are                                                  | 5:49         |
| 2. | «Fireball»                                      | Fireball                                                                | 3:26         |
| 3. | «Strange Kind of Woman» (концертное исполнение) | Made in Japan                                                           | 9:14         |
| 4. | «Never Before»                                  | Machine Head                                                            | 4:02         |
| 5. | «Black Night» (концертное исполнение)           | сингл, сторона «Б»; позже появилась в обновлённом выпуске Made in Japan | 4:59         |
| 6. | «Speed King»                                    | Deep Purple in Rock                                                     | 5:52         |
| 7. | «Smoke on the Water» (концертное исполнение)    | Made in Japan                                                           | 7:29         |
| 8. | «Child in Time» (концертное исполнение)         | Made in Japan                                                           | 12:19        |

## Участники записи
- Ричи Блэкмор — гитара
- Иэн Гиллан — вокал
- Джон Лорд — клавишные
- Роджер Гловер — бас-гитара
- Иэн Пейс — ударные
- Мартин Бёрч — аранжировка

## Позиции в чартах
| Хит-парад (1975)                           | Высшая позиция | Пребывание в чарте |
| ------------------------------------------ | -------------- | ------------------ |
| Австрия (Ö3 Austria)                       | 6              | 12 недель          |
| Великобритания (UK Albums Chart)           | 14             | 17 недель          |
| Нидерланды (Nationale Hitparade LP Top 50) | 4              | 8 недель           |
| Новая Зеландия (Recorded Music NZ)         | 35             | 5 недель           |
|                                            | 14 6 недель    |                    |
| ФРГ (Offizielle Top 100)                   | 34             | 4 недели           |

| Год  | Хит-парад                    | Позиция |
| ---- | ---------------------------- | ------- |
| 1975 | Великобритания (Gallup Poll) | 46      |